# Adrian Grünewald

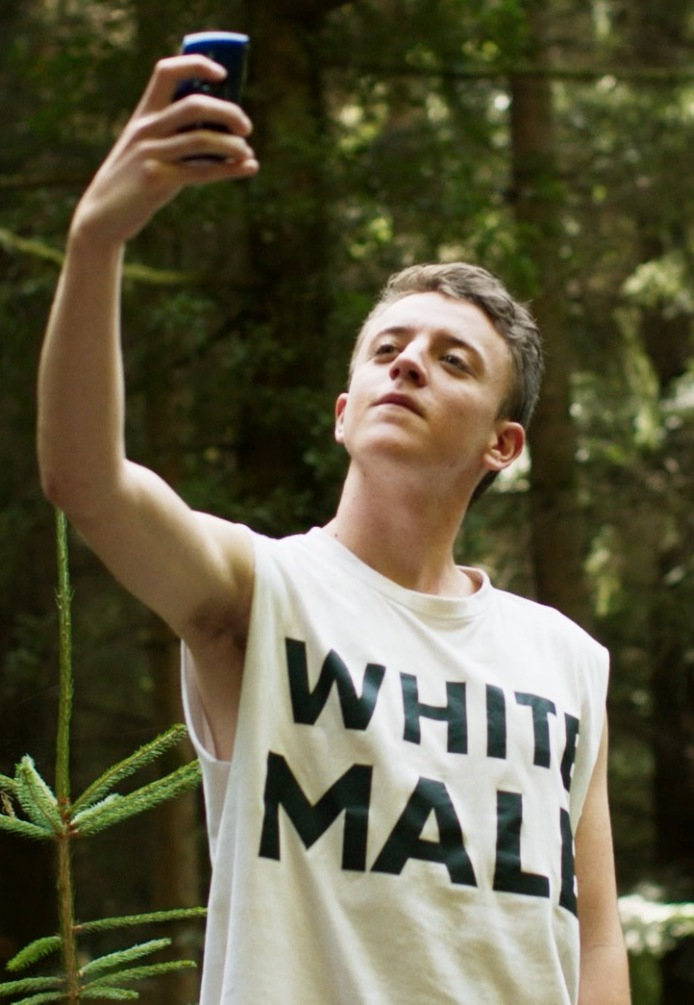
Adrian Grünewald bei den Dreharbeiten zu Bester Mann

Adrian Grünewald (* 1999 in Frankfurt am Main) ist ein deutscher Film- und Theaterschauspieler.

## Leben und Wirken
Grünewald besuchte von 2011 bis 2017 die Kinderschauspielschule Task. Von 2018 bis 2022 studierte er Schauspiel an der Filmuniversität Babelsberg Konrad Wolf. Noch vor Beginn seines Studiums wurde er für die Hauptrolle in dem 2018 mit einem Max-Ophüls-Preis ausgezeichneten Diplomfilm von Florian Forsch Bester Mann besetzt; in diesem spielt er Kevin, ein Missbrauchsopfer.
2020 spielt er in der Katastrophenserie Sløborn eine Hauptrolle.

## Filmografie (Auswahl)
- 2017: Girl Cave (Webserie)
- 2018: Bester Mann
- 2019: Eden (Fernsehserie, 2 Folgen)
- 2020: Sløborn (Fernsehserie, 8 Folgen, Staffel 1)
- 2020: Frieden (Fernsehserie, 6 Folgen)
- 2021: Zero
- 2022: Sløborn (Fernsehserie, 6 Folgen, Staffel 2)
- 2022: Im Westen nichts Neues
- 2023: Der Usedom-Krimi: Friedhof der Welpen (Fernsehreihe)
- 2023: Polizeiruf 110: Nur Gespenster (Fernsehreihe)
- 2024: sag was (Musikvideo von Paula Hartmann)
- 2024: Sløborn (Fernsehserie, 6 Folgen, Staffel 3)

## Theatrografie (Auswahl)
- 2016: Floh im Ohr (Regie: Andreas Müller), Kellertheater Frankfurt
- 2016: Sweeney Todd (Regie: Anna-Sophie Sattler), Kellertheater Frankfurt
- 2022: Der Theatermacher (Regie: Oliver Reese), Berliner Ensemble